# Alger "Texas" Alexander
Alger "Texas" Alexander (12 de septiembre de 1900-16 de abril de 1954) fue un cantante de blues estadounidense nacido en Jewett, Texas.
Fue un hombre de baja estatura con una gran y profunda voz, iniciando su carrera musical en las calles, fiestas locales y picnics de las zonas bajas de Brazos River, donde trabajó con Blind Lemon Jefferson. En 1927 realizó sus primeras grabaciones, las cuales continuaron en la década de 1930; en este periodo realizó grabaciones para las discográficas Okeh Records y Vocalion Records en las ciudades de Nueva York, San Antonio y Fort Worth.
Alexander no tocaba ningún instrumento musical pero trabajó a lo largo de los años con músicos como King Oliver, Eddie Lang, Lonnie Johnson, Mississippi Sheiks y su primo Lightnin' Hopkins; así mismo, solía cantar en los ritmos libres de las canciones de trabajo.
En 1939, Alexander asesinó a su mujer, siendo condenado a cinco años de prisión en la penitenciaria de Paris, Texas, desde 1940 hasta 1945. Tras cumplir su condena, volvió a las interpretaciones y grabaciones hasta su fallecimiento por sífilis en 1954.